# ディヴァージョンズ
ディヴァージョンズ（Diversions for Piano (left hand) and Orchestra）作品21は、ベンジャミン・ブリテンが作曲した左手のピアノと管弦楽のための協奏曲。

## 概要
この作品は、オーストリアのピアニスト、パウル・ウィトゲンシュタインの委嘱によるもので、委嘱を受けたブリテンは、「シンフォニア・ダ・レクイエム」の改訂作業と並行して、1940年7月から10月にかけて作曲した。完成後、すぐにウィトゲンシュタインのもとへ送られ、1942年1月16日にウィトゲンシュタインのピアノ、ユージン・オーマンディの指揮とフィラデルフィア管弦楽団の演奏で初演された。
作曲当時は第二次世界大戦の不安が世界を覆っていたが、ブリテンもまた、大きな危惧を音楽に反映させていた時期でもあった。それは日本政府から委嘱を受け、結果的に演奏されなかった「シンフォニア・ダ・レクイエム」や、スペイン内戦が影響を与えたヴァイオリン協奏曲などに顕著であり、この「ディヴァージョンズ」もまた間接的ではあるが、反戦の心を表明していると思われる。

## 構成
主題と11の変奏から構成されている。演奏時間は約23分。
主題
第1変奏 レチタティーヴォ
第2変奏 ロマンス
第3変奏 行進曲
第4変奏 アラベスク
第5変奏 聖歌
第6変奏 夜想曲
第7変奏 バディネリ
第8変奏 ブルレスク
第9変奏 トッカータ
第10変奏 アダージョ
第11変奏 タランテラ
管弦楽が奏する主題で始まり、ピアノによる第1変奏を皮切りにして、全部で10の変奏が続く。いくつかの変奏には、「バディネリ」や「トッカータ」などといったバロック時代の組曲を思わせるサブタイトルが付いている。ピアノのソロ・パートはラヴェルの「左手のためのピアノ協奏曲」ほど華々しくないものの、多彩なセンスに裏打ちされた演奏を聴かせる音楽となっている。また同時期（1937年）に作曲された「フランク・ブリッジの主題による変奏曲」と類似点も多い。